# Basilisk II
Basilisk II es un software emulador de código abierto que emula el ordenador Apple Macintosh 680x0 en una variedad de sistemas operativos, incluyendo BeOS, Linux, AmigaOS, Windows NT, Mac OS X y Sony PSP.
La última versión de Mac OS que se puede utilizar en Basilisk II es Mac OS 8.1, la última versión compatible con 680x0. Las más actuales versiones no son compatibles con Basilisk II porque requieren un procesador PowerPC, con el que no se puede emular por el programa. Las versiones alfa estaban disponibles a partir de enero de 1999 con el primer lanzamiento de la no-alfa en octubre del mismo año.

## Otras alternativas
- VMware, software propietario pero con versiones gratuitas.
- KVM
- Virtual PC
- VirtualBox de licencia GNU.
- Xen
- BOCHS de licencia GPL.
- QEMU de licencia GPL.
- Virtuozzo, software propietario
- Mac on Linux
- SheepShaver